# Russell Goodman
Russell Goodman detto Russ (1950) è un ex sciatore alpino canadese.

## Biografia
Specialista delle prove tecniche originario di Montréal, Goodman fece parte della nazionale canadese dal 1968 al 1975 e rimase per oltre un trentennio lo slalomista canadese ad aver ottenuto i migliori risultati internazionali; ai Mondiali di Sankt Moritz 1974 si classificò al 10º posto nello slalom speciale e nella stagione 1974-1975 in Can-Am Cup vinse la classifica di slalom gigante. Non prese parte a rassegne olimpiche e non ottenne piazzamenti di rilievo in Coppa del Mondo; è padre di Anna, a sua volta sciatrice alpina.

## Palmarès

### Can-Am Cup
- Vincitore della classifica di slalom gigante nel 1975[senza fonte]
- 1 podio[1] (dati parziali):
  - 1 vittoria

#### Can-Am Cup - vittorie
| Data           | Località        | Paese       | Specialità |
| -------------- | --------------- | ----------- | ---------- |
| 9 gennaio 1975 | Hunter Mountain | Stati Uniti | GS         |

Legenda:

GS = slalom gigante

## Riconoscimenti
- Canadian Ski Hall of Fame (2018)[2]